# Liste des aéroports les plus fréquentés en Afrique du Sud
Ci-dessous se trouve une liste de statistiques concernant les aéroports sud-africains par mouvements de passagers par année civile (en graphique) et par année fiscale (en tableau). 

## Statistiques en graphique
Les statistiques sont ici issues de Wikidata, elle-même généralement sourcée par Airports Company South Africa, et recompilent les données mensuelles afin d'avoir des totaux par années civiles, il y aura donc différence avec les années fiscales.
Pour des raisons techniques, il est temporairement impossible d'afficher le graphique qui aurait dû être présenté ici.

Voir la requête brute et les sources sur Wikidata.

## Statistiques par années fiscales
Toutes les informations ci-dessous proviennent des statistiques annuelles publiées par Airports Company South Africa. Les chiffres sont compris entre le 1er avril et le 31 mars de l'année suivante, se comprenant en année fiscale.
Les aéroports non contrôlés par Airports Company South Africa ne publient généralement pas de statistiques sur les passagers et ne sont pas inclus. 

### Année fiscale 2012-13
| Rang | Aéroport                              | Emplacement                   | Code (IATA / OACI) | Total passagers | Rang Changement | % Changement |
| ---- | ------------------------------------- | ----------------------------- | ------------------ | --------------- | --------------- | ------------ |
| 1.   | Aéroport international OR Tambo       | Johannesburg , Gauteng        | JNB / FAOR         | 18 621 259      | Stable          | 2,01%        |
| 2    | Aéroport international du Cap         | Le Cap , Western Cape         | CPT / FAIT         | 8 434 799       | Stable          | 1,65%        |
| 3    | Aéroport international King Shaka     | Durban , KwaZulu-Natal        | DUR / FALE         | 4 668 467       | Stable          | 7,37%        |
| 4    | Aéroport de Port Elizabeth            | Port Elizabeth , Cap oriental | PLZ / FAPE         | 1 311 553       | Stable          | 3,91%        |
| 5    | Aéroport d'East London                | East London , Eastern Cape    | ELS / FAEL         | 644 520         | Stable          | 5,43%        |
| 6    | Aéroport de George                    | George, Western Cape          | GRJ / FAGG         | 544,306         | Stable          | 5,47%        |
| 7.   | Aéroport Bram Fischer de Bloemfontein | Bloemfontein , État libre     | BFN / FABL         | 411,655         | Stable          | 6,86%        |
| 8    | Aérodrome de Kimberley                | Kimberley, Northern Cape      | KIM / FAKM         | 151 405         | Stable          | 7,95%        |
| 9    | Aéroport d'Upington                   | Upington, Northern Cape       | UTN / FAUP         | 55 726          | Stable          | 6,7%         |